# Eleições legislativas portuguesas de 2025 no distrito de Portalegre
| Eleições legislativas portuguesas de 2025 Distritos: Aveiro \| Beja \| Braga \| Bragança \| Castelo Branco \| Coimbra \| Évora \| Faro \| Guarda \| Leiria \| Lisboa \| Portalegre \| Porto \| Santarém \| Setúbal \| Viana do Castelo \| Vila Real \| Viseu \| Açores \| Madeira \| Estrangeiro |

## Resultados por concelho
Os resultados nos concelhos do Distrito de Portalegre foram os seguintes:

### Alter do Chão
| Partido                 | Partido                                  | Votos | %               | +/-     |
| ----------------------- | ---------------------------------------- | ----- | --------------- | ------- |
|                         | Chega                                    | 533   | 30,63 / 100,00  | 5,74    |
|                         | Partido Socialista                       | 477   | 27,41 / 100,00  | 5,94    |
|                         | AD - Coligação PSD/CDS                   | 461   | 26,49 / 100,00  | 1,55    |
|                         | Coligação Democrática Unitária (PCP-PEV) | 114   | 6,55 / 100,00   | 0,19    |
|                         | Iniciativa Liberal                       | 32    | 1,84 / 100,00   | Estável |
|                         | Bloco de Esquerda                        | 25    | 1,44 / 100,00   | 1,46    |
|                         | Outros (com menos de 1,00%)              | 61    | 2,71 / 100,00   |         |
| Votos Inválidos         | Votos Inválidos                          | 37    | 2,13 / 100,00   | 0,18    |
| Total                   | Total                                    | 1 740 | 100,00 / 100,00 |         |
| Eleitorado/Participação | Eleitorado/Participação                  | 2 672 | 65,12 / 100,00  | 2,35    |

| Freguesia     | %     | %     | %     | %     | %    | %    | Votantes | Taxa de Participação |
| Freguesia     | CH    | PS    | AD    | CDU   | IL   | BE   | Votantes | Taxa de Participação |
| ------------- | ----- | ----- | ----- | ----- | ---- | ---- | -------- | -------------------- |
| Freguesia     |       |       |       |       |      |      | Votantes | Taxa de Participação |
| Alter do Chão | 32,76 | 23,22 | 29,90 | 4,33  | 2,34 | 1,47 | 1 154    | 63,58                |
| Chancelaria   | 27,75 | 37,00 | 25,11 | 5,73  | 0,44 | 0,88 | 227      | 63,06                |
| Cunheira      | 32,39 | 37,50 | 15,91 | 5,11  | 1,70 | 1,14 | 176      | 71,26                |
| Seda          | 19,13 | 32,24 | 16,94 | 22,95 | 0,55 | 2,19 | 183      | 73,20                |
| Alter do Chão | 30,63 | 27,41 | 26,49 | 6,55  | 1,84 | 1,44 | 1 740    | 65,12                |

### Arronches
| Partido                 | Partido                                  | Votos | %               | +/-  |
| ----------------------- | ---------------------------------------- | ----- | --------------- | ---- |
|                         | AD - Coligação PSD/CDS                   | 500   | 33,05 / 100,00  | 2,61 |
|                         | Chega                                    | 424   | 28,02 / 100,00  | 2,99 |
|                         | Partido Socialista                       | 391   | 25,84 / 100,00  | 4,77 |
|                         | Coligação Democrática Unitária (PCP-PEV) | 44    | 2,91 / 100,00   | 0,77 |
|                         | Iniciativa Liberal                       | 29    | 1,92 / 100,00   | 0,51 |
|                         | Livre                                    | 22    | 1,45 / 100,00   | 0,41 |
|                         | Alternativa Democrática Nacional         | 19    | 1,26 / 100,00   | 0,34 |
|                         | Bloco de Esquerda                        | 18    | 1,19 / 100,00   | 1,57 |
|                         | Outros (com menos de 1,00%)              | 26    | 1,72 / 100,00   |      |
| Votos Inválidos         | Votos Inválidos                          | 40    | 2,65 / 100,00   | 0,19 |
| Total                   | Total                                    | 1 513 | 100,00 / 100,00 |      |
| Eleitorado/Participação | Eleitorado/Participação                  | 2 487 | 60,84 / 100,00  | 4,73 |

| Freguesia | %     | %     | %     | %    | %    | %    | %    | %    | Votantes | Taxa de Participação |
| Freguesia | AD    | CH    | PS    | CDU  | IL   | L    | ADN  | BE   | Votantes | Taxa de Participação |
| --------- | ----- | ----- | ----- | ---- | ---- | ---- | ---- | ---- | -------- | -------------------- |
| Freguesia |       |       |       |      |      |      |      |      | Votantes | Taxa de Participação |
| Assunção  | 34,00 | 27,04 | 24,65 | 3,38 | 2,58 | 1,59 | 1,19 | 0,89 | 1 006    | 63,27                |
| Esperança | 29,38 | 28,13 | 31,87 | 2,19 | 0,63 | 0,63 | 0,94 | 2,50 | 320      | 53,42                |
| Mosteiros | 34,22 | 32,16 | 21,93 | 1,60 | 0,53 | 2,14 | 2,14 | 0,53 | 187      | 62,75                |
| Arronches | 33,05 | 28,02 | 25,84 | 2,91 | 1,92 | 1,45 | 1,26 | 1,19 | 1 513    | 60,84                |

### Avis
| Partido                 | Partido                                  | Votos | %               | +/-  |
| ----------------------- | ---------------------------------------- | ----- | --------------- | ---- |
|                         | Partido Socialista                       | 639   | 28,73 / 100,00  | 3,30 |
|                         | Coligação Democrática Unitária (PCP-PEV) | 528   | 23,74 / 100,00  | 3,06 |
|                         | Chega                                    | 492   | 22,12 / 100,00  | 5,23 |
|                         | AD - Coligação PSD/CDS                   | 381   | 17,13 / 100,00  | 2,75 |
|                         | Livre                                    | 28    | 1,26 / 100,00   | 0,11 |
|                         | Bloco de Esquerda                        | 28    | 1,26 / 100,00   | 0,53 |
|                         | Iniciativa Liberal                       | 26    | 1,17 / 100,00   | 0,19 |
|                         | Outros (com menos de 1,00%)              | 53    | 2,38 / 100,00   |      |
| Votos Inválidos         | Votos Inválidos                          | 49    | 2,20 / 100,00   | 0,14 |
| Total                   | Total                                    | 2 224 | 100,00 / 100,00 |      |
| Eleitorado/Participação | Eleitorado/Participação                  | 3 284 | 67,72 / 100,00  | 2,80 |

| Freguesia            | %     | %     | %     | %     | %    | %    | %    | Votantes | Taxa de Participção |
| Freguesia            | PS    | CDU   | CH    | AD    | L    | BE   | IL   | Votantes | Taxa de Participção |
| -------------------- | ----- | ----- | ----- | ----- | ---- | ---- | ---- | -------- | ------------------- |
| Freguesia            |       |       |       |       |      |      |      | Votantes | Taxa de Participção |
| Alcórrego e Maranhão | 21,92 | 36,08 | 23,08 | 9,23  | 1,92 | 1,54 | 0    | 260      | 70,65               |
| Aldeia Velha         | 16,55 | 35,25 | 20,86 | 14,39 | 1,44 | 0,72 | 2,16 | 139      | 68,14               |
| Avis                 | 28,78 | 21,56 | 20,88 | 18,28 | 1,81 | 2,03 | 1,58 | 886      | 65,29               |
| Benavila e Valongo   | 35,56 | 21,22 | 20,04 | 17,29 | 0,59 | 0,79 | 1,38 | 509      | 67,78               |
| Ervedal              | 26,79 | 18,93 | 25,00 | 23,57 | 0,36 | 0,36 | 0,36 | 280      | 71,43               |
| Figueira e Barros    | 32,00 | 18,67 | 30,67 | 14,00 | 0,67 | 0    | 0,67 | 150      | 70,75               |
| Avis                 | 28,73 | 23,74 | 22,12 | 17,13 | 1,26 | 1,26 | 1,17 | 2 224    | 67,72               |

### Campo Maior
| Partido                 | Partido                                  | Votos | %               | +/-  |
| ----------------------- | ---------------------------------------- | ----- | --------------- | ---- |
|                         | Chega                                    | 1 429 | 33,37 / 100,00  | 6,82 |
|                         | Partido Socialista                       | 1 300 | 30,36 / 100,00  | 6,18 |
|                         | AD - Coligação PSD/CDS                   | 729   | 17,02 / 100,00  | 3,93 |
|                         | Coligação Democrática Unitária (PCP-PEV) | 358   | 8,36 / 100,00   | 1,16 |
|                         | Livre                                    | 124   | 2,90 / 100,00   | 1,08 |
|                         | Iniciativa Liberal                       | 72    | 1,68 / 100,00   | 0,47 |
|                         | Bloco de Esquerda                        | 53    | 1,24 / 100,00   | 2,46 |
|                         | Outros (com menos de 1,00%)              | 92    | 2,15 / 100,00   |      |
| Votos Inválidos         | Votos Inválidos                          | 125   | 2,92 / 100,00   | 0,18 |
| Total                   | Total                                    | 4 282 | 100,00 / 100,00 |      |
| Eleitorado/Participação | Eleitorado/Participação                  | 6 968 | 61,45 / 100,00  | 3,58 |

| Freguesia                            | %     | %     | %     | %    | %    | %    | %    | Votantes | Taxa de Participação |
| Freguesia                            | CH    | PS    | AD    | CDU  | L    | IL   | BE   | Votantes | Taxa de Participação |
| ------------------------------------ | ----- | ----- | ----- | ---- | ---- | ---- | ---- | -------- | -------------------- |
| Freguesia                            |       |       |       |      |      |      |      | Votantes | Taxa de Participação |
| Nossa Senhora da Expectação          | 31,04 | 29,64 | 19,53 | 8,23 | 2,86 | 2,03 | 1,25 | 1 920    | 60,23                |
| Nossa Senhora da Graça dos Degolados | 43,18 | 28,97 | 10,86 | 8,64 | 1,11 | 2,23 | 1,67 | 359      | 70,67                |
| São João Batista                     | 33,85 | 31,30 | 15,73 | 8,44 | 3,25 | 1,25 | 1,15 | 2 003    | 61,22                |
| Campo Maior                          | 33,37 | 30,36 | 17,02 | 8,36 | 2,90 | 1,68 | 1,24 | 4 282    | 61,45                |

### Castelo de Vide
| Partido                 | Partido                                  | Votos | %               | +/-  |
| ----------------------- | ---------------------------------------- | ----- | --------------- | ---- |
|                         | AD - Coligação PSD/CDS                   | 619   | 36,41 / 100,00  | 7,43 |
|                         | Partido Socialista                       | 504   | 29,65 / 100,00  | 6,58 |
|                         | Chega                                    | 313   | 18,41 / 100,00  | 1,15 |
|                         | Coligação Democrática Unitária (PCP-PEV) | 53    | 3,12 / 100,00   | 0,08 |
|                         | Iniciativa Liberal                       | 33    | 1,94 / 100,00   | 0,78 |
|                         | Livre                                    | 31    | 1,82 / 100,00   | 0,38 |
|                         | Alternativa Democrática Nacional         | 27    | 1,59 / 100,00   | 0,04 |
|                         | Bloco de Esquerda                        | 27    | 1,59 / 100,00   | 2,72 |
|                         | Outros (com menos de 1,00%)              | 31    | 1,82 / 100,00   |      |
| Votos Inválidos         | Votos Inválidos                          | 62    | 3,64 / 100,00   | 0,05 |
| Total                   | Total                                    | 1 700 | 100,00 / 100,00 |      |
| Eleitorado/Participação | Eleitorado/Participação                  | 2 612 | 65,08 / 100,00  | 3,40 |

| Freguesia                                | %     | %     | %     | %    | %    | %    | %    | %    | Votantes | Taxa de Participação |
| Freguesia                                | AD    | PS    | CH    | CDU  | IL   | L    | ADN  | BE   | Votantes | Taxa de Participação |
| ---------------------------------------- | ----- | ----- | ----- | ---- | ---- | ---- | ---- | ---- | -------- | -------------------- |
| Freguesia                                |       |       |       |      |      |      |      |      | Votantes | Taxa de Participação |
| Nossa Senhora da Graça de Póvoa e Meadas | 25,09 | 33,45 | 27,27 | 4,36 | 1,09 | 1,45 | 1,82 | 0,73 | 275      | 63,36                |
| Santa Maria da Devesa                    | 37,74 | 29,33 | 16,83 | 3,00 | 2,28 | 2,04 | 1,08 | 2,28 | 832      | 65,62                |
| Santiago Maior                           | 52,76 | 16,54 | 20,47 | 1,57 | 0,79 | 1,57 | 1,57 | 1,57 | 127      | 51,84                |
| São João Batista                         | 36,27 | 31,55 | 15,45 | 3,00 | 2,15 | 1,72 | 2,36 | 0,86 | 466      | 70,08                |
| Castelo de Vide                          | 36,41 | 29,65 | 18,41 | 3,12 | 1,94 | 1,82 | 1,59 | 1,59 | 1 700    | 65,08                |

### Crato
| Partido                 | Partido                                  | Votos | %               | +/-     |
| ----------------------- | ---------------------------------------- | ----- | --------------- | ------- |
|                         | Partido Socialista                       | 565   | 30,38 / 100,00  | 7,60    |
|                         | AD - Coligação PSD/CDS                   | 541   | 29,09 / 100,00  | 5,89    |
|                         | Chega                                    | 469   | 25,22 / 100,00  | 2,90    |
|                         | Coligação Democrática Unitária (PCP-PEV) | 90    | 4,84 / 100,00   | 1,08    |
|                         | Livre                                    | 48    | 2,58 / 100,00   | 1,11    |
|                         | Alternativa Democrática Nacional         | 31    | 1,67 / 100,00   | 0,30    |
|                         | Bloco de Esquerda                        | 22    | 1,18 / 100,00   | 2,59    |
|                         | Iniciativa Liberal                       | 21    | 1,13 / 100,00   | Estável |
|                         | Outros (com menos de 1,00%)              | 31    | 1,67 / 100,00   |         |
| Votos Inválidos         | Votos Inválidos                          | 42    | 2,26 / 100,00   | 0,99    |
| Total                   | Total                                    | 1 860 | 100,00 / 100,00 |         |
| Eleitorado/Participação | Eleitorado/Participação                  | 2 864 | 64,94 / 100,00  | 5,19    |

| Freguesia                                     | %     | %     | %     | %    | %    | %    | %    | %    | Votantes | Taxa de Participação |
| Freguesia                                     | PS    | AD    | CH    | CDU  | L    | ADN  | BE   | IL   | Votantes | Taxa de Participação |
| --------------------------------------------- | ----- | ----- | ----- | ---- | ---- | ---- | ---- | ---- | -------- | -------------------- |
| Freguesia                                     |       |       |       |      |      |      |      |      | Votantes | Taxa de Participação |
| Aldeia da Mata                                | 32,31 | 31,79 | 24,10 | 1,54 | 1,54 | 1,54 | 1,03 | 1,54 | 195      | 70,14                |
| Crato e Mártires, Flor da Rosa e Vale do Peso | 28,08 | 29,89 | 24,55 | 5,25 | 3,35 | 1,63 | 1,27 | 1,18 | 1 104    | 63,41                |
| Gáfete                                        | 34,04 | 24,82 | 29,55 | 4,73 | 0,71 | 2,36 | 0,95 | 0,71 | 423      | 64,98                |
| Monte da Pedra                                | 34,78 | 31,88 | 18,84 | 6,52 | 3,62 | 0    | 1,45 | 1,45 | 138      | 71,13                |
| Crato                                         | 30,38 | 29,09 | 25,22 | 4,84 | 2,58 | 1,67 | 1,18 | 1,13 | 1 860    | 64,94                |

### Elvas
| Partido                 | Partido                                  | Votos  | %               | +/-  |
| ----------------------- | ---------------------------------------- | ------ | --------------- | ---- |
|                         | Chega                                    | 4 795  | 43,51 / 100,00  | 6,98 |
|                         | Partido Socialista                       | 2 532  | 22,98 / 100,00  | 7,51 |
|                         | AD - Coligação PSD/CDS                   | 2 359  | 21,41 / 100,00  | 2,14 |
|                         | Coligação Democrática Unitária (PCP-PEV) | 231    | 2,10 / 100,00   | 0,01 |
|                         | Iniciativa Liberal                       | 221    | 2,01 / 100,00   | 0,09 |
|                         | Livre                                    | 170    | 1,54 / 100,00   | 0,03 |
|                         | Bloco de Esquerda                        | 148    | 1,34 / 100,00   | 1,42 |
|                         | Alternativa Democrática Nacional         | 119    | 1,08 / 100,00   | 0,28 |
|                         | Outros (com menos de 1,00%)              | 162    | 1,46 / 100,00   |      |
| Votos Inválidos         | Votos Inválidos                          | 283    | 2,56 / 100,00   | 0,11 |
| Total                   | Total                                    | 11 020 | 100,00 / 100,00 |      |
| Eleitorado/Participação | Eleitorado/Participação                  | 18 486 | 59,61 / 100,00  | 1,88 |

| Freguesia                                   | %     | %     | %     | %    | %    | %    | %    | %    | Votantes | Taxa de Participação |
| Freguesia                                   | CH    | PS    | AD    | CDU  | IL   | L    | BE   | ADN  | Votantes | Taxa de Participação |
| ------------------------------------------- | ----- | ----- | ----- | ---- | ---- | ---- | ---- | ---- | -------- | -------------------- |
| Freguesia                                   |       |       |       |      |      |      |      |      | Votantes | Taxa de Participação |
| Assunção, Ajuda, Salvador e Santo Ildefonso | 41,01 | 21,18 | 25,86 | 1,43 | 2,23 | 1,84 | 1,21 | 0,88 | 4 896    | 60,54                |
| Barbacena e Vila Fernando                   | 42,13 | 23,95 | 21,29 | 4,88 | 1,55 | 0,89 | 0,89 | 1,33 | 451      | 66,23                |
| Caia, São Pedro e Alcáçova                  | 49,33 | 23,14 | 16,20 | 1,66 | 1,42 | 1,75 | 1,54 | 1,22 | 2 463    | 51,27                |
| Santa Eulália                               | 52,29 | 28,34 | 13,71 | 0,91 | 0,37 | 0    | 1,65 | 0,55 | 547      | 61,60                |
| São Brás e São Lourenço                     | 42,47 | 22,13 | 23,18 | 2,00 | 3,79 | 1,05 | 0,84 | 0,84 | 949      | 64,12                |
| São Vicente e Ventosa                       | 53,30 | 22,98 | 10,76 | 3,18 | 1,47 | 1,47 | 1,22 | 2,20 | 409      | 63,41                |
| Terrugem e Vila Boim                        | 36,40 | 27,43 | 19,85 | 4,67 | 1,99 | 1,30 | 1,92 | 1,53 | 1 305    | 68,65                |
| Elvas                                       | 43,51 | 22,98 | 21,41 | 2,10 | 2,01 | 1,54 | 1,34 | 1,08 | 11 020   | 59,61                |

### Fronteira
| Partido                 | Partido                                  | Votos | %               | +/-  |
| ----------------------- | ---------------------------------------- | ----- | --------------- | ---- |
|                         | Chega                                    | 536   | 31,60 / 100,00  | 8,01 |
|                         | Partido Socialista                       | 470   | 27,71 / 100,00  | 4,64 |
|                         | AD - Coligação PSD/CDS                   | 469   | 27,65 / 100,00  | 2,08 |
|                         | Coligação Democrática Unitária (PCP-PEV) | 70    | 4,13 / 100,00   | 0,23 |
|                         | Iniciativa Liberal                       | 34    | 2,00 / 100,00   | 0,75 |
|                         | Livre                                    | 21    | 1,24 / 100,00   | 0,20 |
|                         | Outros (com menos de 1,00%)              | 49    | 2,89 / 100,00   |      |
| Votos Inválidos         | Votos Inválidos                          | 47    | 2,77 / 100,00   | 0,31 |
| Total                   | Total                                    | 1 696 | 100,00 / 100,00 |      |
| Eleitorado/Participação | Eleitorado/Participação                  | 2 597 | 65,31 / 100,00  | 4,28 |

| Freguesia      | %     | %     | %     | %    | %    | %    | Votantes | Taxa de Participação |
| Freguesia      | CH    | PS    | AD    | CDU  | IL   | L    | Votantes | Taxa de Participação |
| -------------- | ----- | ----- | ----- | ---- | ---- | ---- | -------- | -------------------- |
| Freguesia      |       |       |       |      |      |      | Votantes | Taxa de Participação |
| Cabeço de Vide | 36,35 | 22,79 | 22,40 | 7,86 | 3,34 | 0,98 | 509      | 61,55                |
| Fronteira      | 30,46 | 29,00 | 30,16 | 1,94 | 1,55 | 1,45 | 1 031    | 65,79                |
| São Saturnino  | 23,72 | 35,26 | 28,21 | 6,41 | 0,64 | 0,64 | 156      | 76,85                |
| Fronteira      | 31,60 | 27,71 | 27,65 | 4,13 | 2,00 | 1,24 | 1 696    | 65,31                |

### Gavião
| Partido                 | Partido                                  | Votos | %               | +/-  |
| ----------------------- | ---------------------------------------- | ----- | --------------- | ---- |
|                         | Partido Socialista                       | 842   | 40,83 / 100,00  | 6,57 |
|                         | Chega                                    | 511   | 24,78 / 100,00  | 5,47 |
|                         | AD - Coligação PSD/CDS                   | 398   | 19,30 / 100,00  | 3,28 |
|                         | Coligação Democrática Unitária (PCP-PEV) | 107   | 5,19 / 100,00   | 0,72 |
|                         | Iniciativa Liberal                       | 38    | 1,84 / 100,00   | 0,31 |
|                         | Livre                                    | 35    | 1,70 / 100,00   | 0,60 |
|                         | Bloco de Esquerda                        | 24    | 1,16 / 100,00   | 2,23 |
|                         | Pessoas–Animais–Natureza                 | 21    | 1,02 / 100,00   | 0,03 |
|                         | Outros (com menos de 1,00%)              | 42    | 2,03 / 100,00   |      |
| Votos Inválidos         | Votos Inválidos                          | 44    | 2,13 / 100,00   | 0,08 |
| Total                   | Total                                    | 2 062 | 100,00 / 100,00 |      |
| Eleitorado/Participação | Eleitorado/Participação                  | 3 084 | 66,86 / 100,00  | 0,01 |

| Freguesia        | %     | %     | %     | %    | %    | %    | %    | %    | Votantes | Taxa de Participação |
| Freguesia        | PS    | CH    | AD    | CDU  | IL   | L    | BE   | PAN  | Votantes | Taxa de Participação |
| ---------------- | ----- | ----- | ----- | ---- | ---- | ---- | ---- | ---- | -------- | -------------------- |
| Freguesia        |       |       |       |      |      |      |      |      | Votantes | Taxa de Participação |
| Belver           | 54,82 | 15,70 | 14,05 | 6,61 | 1,38 | 1,38 | 1,10 | 0,28 | 363      | 69,27                |
| Comenda          | 37,00 | 26,75 | 17,00 | 9,50 | 2,00 | 1,00 | 1,00 | 1,25 | 400      | 64,62                |
| Gavião e Atalaia | 37,20 | 26,12 | 23,82 | 2,51 | 1,99 | 2,19 | 1,36 | 1,15 | 957      | 70,32                |
| Margem           | 40,64 | 28,36 | 14,91 | 6,14 | 1,75 | 1,46 | 0,88 | 1,17 | 342      | 58,97                |
| Gavião           | 40,83 | 24,78 | 19,30 | 5,19 | 1,84 | 1,70 | 1,16 | 1,02 | 2 062    | 66,86                |

### Marvão
| Partido                 | Partido                                  | Votos | %               | +/-  |
| ----------------------- | ---------------------------------------- | ----- | --------------- | ---- |
|                         | AD - Coligação PSD/CDS                   | 602   | 38,91 / 100,00  | 7,14 |
|                         | Partido Socialista                       | 463   | 29,93 / 100,00  | 5,12 |
|                         | Chega                                    | 287   | 18,55 / 100,00  | 1,48 |
|                         | Livre                                    | 39    | 2,52 / 100,00   | 0,64 |
|                         | Coligação Democrática Unitária (PCP-PEV) | 32    | 2,07 / 100,00   | 0,25 |
|                         | Iniciativa Liberal                       | 19    | 1,23 / 100,00   | 0,65 |
|                         | Alternativa Democrática Nacional         | 18    | 1,16 / 100,00   | 0,30 |
|                         | Bloco de Esquerda                        | 18    | 1,16 / 100,00   | 1,63 |
|                         | Outros (com menos de 1,00%)              | 24    | 1,55 / 100,00   |      |
| Votos Inválidos         | Votos Inválidos                          | 45    | 2,91 / 100,00   | 1,04 |
| Total                   | Total                                    | 1 547 | 100,00 / 100,00 |      |
| Eleitorado/Participação | Eleitorado/Participação                  | 2 494 | 62,03 / 100,00  | 2,93 |

| Freguesia                | %     | %     | %     | %    | %    | %    | %    | %    | Votantes | Taxa de Participação |
| Freguesia                | AD    | PS    | CH    | L    | CDU  | IL   | ADN  | BE   | Votantes | Taxa de Participação |
| ------------------------ | ----- | ----- | ----- | ---- | ---- | ---- | ---- | ---- | -------- | -------------------- |
| Freguesia                |       |       |       |      |      |      |      |      | Votantes | Taxa de Participação |
| Beirã                    | 36,97 | 31,28 | 22,75 | 0,95 | 3,32 | 0    | 0,47 | 0,95 | 211      | 63,55                |
| Santa Maria de Marvão    | 37,08 | 34,27 | 14,61 | 1,69 | 2,25 | 1,12 | 0,56 | 3,37 | 178      | 59,14                |
| Santo António das Areias | 40,27 | 31,41 | 15,22 | 2,89 | 2,31 | 0,77 | 1,54 | 1,54 | 519      | 61,79                |
| São Salvador da Aramenha | 38,97 | 27,07 | 20,97 | 2,97 | 1,41 | 2,03 | 1,25 | 0,31 | 639      | 62,59                |
| Marvão                   | 38,91 | 29,93 | 18,55 | 2,52 | 2,07 | 1,23 | 1,16 | 1,16 | 1 547    | 62,03                |

### Monforte
| Partido                 | Partido                                  | Votos | %               | +/-  |
| ----------------------- | ---------------------------------------- | ----- | --------------- | ---- |
|                         | Chega                                    | 526   | 34,67 / 100,00  | 5,75 |
|                         | Partido Socialista                       | 441   | 29,07 / 100,00  | 5,98 |
|                         | AD - Coligação PSD/CDS                   | 352   | 23,20 / 100,00  | 3,31 |
|                         | Coligação Democrática Unitária (PCP-PEV) | 92    | 6,06 / 100,00   | 1,87 |
|                         | Alternativa Democrática Nacional         | 21    | 1,38 / 100,00   | 0,71 |
|                         | Outros (com menos de 1,00%)              | 61    | 4,04 / 100,00   |      |
| Votos Inválidos         | Votos Inválidos                          | 24    | 1,58 / 100,00   | 0,25 |
| Total                   | Total                                    | 1 517 | 100,00 / 100,00 |      |
| Eleitorado/Participação | Eleitorado/Participação                  | 2 559 | 59,28 / 100,00  | 4,69 |

| Freguesia    | %     | %     | %     | %     | %    | Votantes | Taxa de Participação |
| Freguesia    | CH    | PS    | AD    | CDU   | ADN  | Votantes | Taxa de Participação |
| ------------ | ----- | ----- | ----- | ----- | ---- | -------- | -------------------- |
| Freguesia    |       |       |       |       |      | Votantes | Taxa de Participação |
| Assumar      | 25,77 | 33,46 | 16,92 | 15,38 | 1,92 | 260      | 51,18                |
| Monforte     | 29,86 | 28,57 | 29,21 | 4,01  | 1,28 | 623      | 57,63                |
| Santo Aleixo | 42,14 | 28,93 | 18,57 | 5,36  | 1,79 | 280      | 62,78                |
| Vaiamonte    | 43,79 | 26,84 | 20,90 | 3,39  | 0,85 | 354      | 67,56                |
| Monforte     | 34,67 | 29,07 | 23,20 | 6,06  | 1,38 | 1 517    | 59,28                |

### Nisa
| Partido                 | Partido                                  | Votos | %               | +/-  |
| ----------------------- | ---------------------------------------- | ----- | --------------- | ---- |
|                         | Partido Socialista                       | 1 109 | 32,74 / 100,00  | 5,77 |
|                         | AD - Coligação PSD/CDS                   | 966   | 28,52 / 100,00  | 4,96 |
|                         | Chega                                    | 816   | 24,09 / 100,00  | 4,48 |
|                         | Coligação Democrática Unitária (PCP-PEV) | 186   | 5,49 / 100,00   | 1,49 |
|                         | Iniciativa Liberal                       | 48    | 1,42 / 100,00   | 0,24 |
|                         | Livre                                    | 45    | 1,33 / 100,00   | 0,24 |
|                         | Alternativa Democrática Nacional         | 42    | 1,24 / 100,00   | 0,02 |
|                         | Bloco de Esquerda                        | 34    | 1,00 / 100,00   | 1,69 |
|                         | Outros (com menos de 1,00%)              | 48    | 1,42 / 100,00   |      |
| Votos Inválidos         | Votos Inválidos                          | 93    | 2,75 / 100,00   | 0,11 |
| Total                   | Total                                    | 3 387 | 100,00 / 100,00 |      |
| Eleitorado/Participação | Eleitorado/Participação                  | 5 510 | 61,47 / 100,00  | 2,61 |

| Freguesia                                          | %     | %     | %     | %     | %    | %    | %    | %    | Votantes | Taxa de Participação |
| Freguesia                                          | PS    | AD    | CH    | CDU   | IL   | L    | ADN  | BE   | Votantes | Taxa de Participação |
| -------------------------------------------------- | ----- | ----- | ----- | ----- | ---- | ---- | ---- | ---- | -------- | -------------------- |
| Freguesia                                          |       |       |       |       |      |      |      |      | Votantes | Taxa de Participação |
| Alpalhão                                           | 27,50 | 35,34 | 27,32 | 3,46  | 0,55 | 0,91 | 1,28 | 0,91 | 549      | 58,78                |
| Arez e Amieira do Tejo                             | 41,67 | 22,92 | 18,75 | 6,25  | 0,52 | 2,08 | 1,04 | 0    | 192      | 58,90                |
| Espírito Santo, Nossa Senhora da Graça e São Simão | 32,49 | 28,66 | 22,54 | 5,61  | 2,17 | 1,49 | 0,86 | 1,20 | 1 748    | 61,79                |
| Montalvão                                          | 32,74 | 17,86 | 34,52 | 9,52  | 1,79 | 0    | 1,19 | 0,60 | 168      | 58,54                |
| Santana                                            | 49,33 | 19,33 | 8,00  | 12,67 | 0,67 | 1,33 | 2,67 | 1,33 | 150      | 65,79                |
| São Matias                                         | 27,64 | 31,71 | 25,20 | 3,25  | 0,81 | 0,81 | 4,07 | 0,81 | 123      | 66,49                |
| Tolosa                                             | 32,17 | 28,23 | 29,54 | 3,94  | 0,22 | 1,53 | 1,53 | 0,88 | 457      | 63,38                |
| Nisa                                               | 32,74 | 28,52 | 24,09 | 5,49  | 1,42 | 1,33 | 1,24 | 1,00 | 3 387    | 61,47                |

### Ponte de Sôr
| Partido                 | Partido                                  | Votos  | %               | +/-  |
| ----------------------- | ---------------------------------------- | ------ | --------------- | ---- |
|                         | Chega                                    | 2 428  | 30,20 / 100,00  | 6,69 |
|                         | Partido Socialista                       | 2 339  | 29,09 / 100,00  | 6,79 |
|                         | AD - Coligação PSD/CDS                   | 1 729  | 21,50 / 100,00  | 3,74 |
|                         | Coligação Democrática Unitária (PCP-PEV) | 592    | 7,36 / 100,00   | 1,37 |
|                         | Iniciativa Liberal                       | 207    | 2,57 / 100,00   | 0,26 |
|                         | Livre                                    | 148    | 1,84 / 100,00   | 0,24 |
|                         | Bloco de Esquerda                        | 123    | 1,53 / 100,00   | 2,27 |
|                         | Alternativa Democrática Nacional         | 97     | 1,21 / 100,00   | 0,28 |
|                         | Outros (com menos de 1,00%)              | 171    | 2,12 / 100,00   |      |
| Votos Inválidos         | Votos Inválidos                          | 206    | 2,56 / 100,00   | 0,28 |
| Total                   | Total                                    | 8 040  | 100,00 / 100,00 |      |
| Eleitorado/Participação | Eleitorado/Participação                  | 13 529 | 59,43 / 100,00  | 2,19 |

| Freguesia                            | %     | %     | %     | %     | %    | %    | %    | %    | Votantes | Taxa de Participação |
| Freguesia                            | CH    | PS    | AD    | CDU   | IL   | L    | BE   | ADN  | Votantes | Taxa de Participação |
| ------------------------------------ | ----- | ----- | ----- | ----- | ---- | ---- | ---- | ---- | -------- | -------------------- |
| Freguesia                            |       |       |       |       |      |      |      |      | Votantes | Taxa de Participação |
| Foros de Arrão                       | 21,46 | 32,68 | 18,54 | 17,07 | 1,71 | 0,49 | 0,98 | 1,71 | 410      | 54,38                |
| Galveias                             | 28,24 | 29,48 | 18,12 | 11,37 | 1,60 | 1,78 | 1,78 | 1,95 | 563      | 54,93                |
| Longomel                             | 28,62 | 42,09 | 12,63 | 7,74  | 1,68 | 1,35 | 1,35 | 0,84 | 594      | 64,92                |
| Montargil                            | 25,81 | 27,43 | 22,79 | 13,07 | 2,27 | 1,08 | 1,51 | 1,19 | 926      | 55,82                |
| Ponte de Sor, Tramaga e Vale de Açor | 31,95 | 27,67 | 22,81 | 5,25  | 2,88 | 2,13 | 1,57 | 1,14 | 5 547    | 60,45                |
| Ponte de Sor                         | 30,20 | 29,09 | 21,50 | 7,36  | 2,57 | 1,84 | 1,53 | 1,21 | 8 040    | 59,43                |

### Portalegre
| Partido                 | Partido                                  | Votos  | %               | +/-  |
| ----------------------- | ---------------------------------------- | ------ | --------------- | ---- |
|                         | AD - Coligação PSD/CDS                   | 4 648  | 37,18 / 100,00  | 4,87 |
|                         | Partido Socialista                       | 3 397  | 27,17 / 100,00  | 5,33 |
|                         | Chega                                    | 2 848  | 22,78 / 100,00  | 2,90 |
|                         | Coligação Democrática Unitária (PCP-PEV) | 340    | 2,72 / 100,00   | 0,07 |
|                         | Iniciativa Liberal                       | 279    | 2,23 / 100,00   | 0,12 |
|                         | Livre                                    | 226    | 1,81 / 100,00   | 0,26 |
|                         | Bloco de Esquerda                        | 164    | 1,31 / 100,00   | 1,85 |
|                         | Alternativa Democrática Nacional         | 126    | 1,01 / 100,00   | 0,22 |
|                         | Outros (com menos de 1,00%)              | 161    | 1,29 / 100,00   |      |
| Votos Inválidos         | Votos Inválidos                          | 314    | 2,52 / 100,00   | 0,15 |
| Total                   | Total                                    | 12 503 | 100,00 / 100,00 |      |
| Eleitorado/Participação | Eleitorado/Participação                  | 19 536 | 64,00 / 100,00  | 3,69 |

| Freguesia                   | %     | %     | %     | %    | %    | %    | %    | %    | Votantes | Taxa de Participação |
| Freguesia                   | AD    | PS    | CH    | CDU  | IL   | L    | BE   | ADN  | Votantes | Taxa de Participação |
| --------------------------- | ----- | ----- | ----- | ---- | ---- | ---- | ---- | ---- | -------- | -------------------- |
| Freguesia                   |       |       |       |      |      |      |      |      | Votantes | Taxa de Participação |
| Alagoa                      | 46,69 | 26,50 | 19,24 | 1,58 | 1,58 | 0    | 0,32 | 1,26 | 317      | 67,59                |
| Alegrete                    | 38,61 | 31,97 | 20,23 | 0,57 | 1,84 | 0,71 | 0,99 | 1,56 | 707      | 58,82                |
| Fortios                     | 28,50 | 27,03 | 31,34 | 4,02 | 1,27 | 1,96 | 1,27 | 0,59 | 1 021    | 65,03                |
| Reguengo e São Julião       | 44,37 | 24,18 | 21,60 | 0,94 | 1,64 | 1,88 | 1,64 | 0,70 | 426      | 59,50                |
| Ribeira de Nisa e Carreiras | 40,30 | 23,92 | 22,41 | 2,81 | 3,12 | 1,91 | 1,31 | 0,70 | 995      | 68,67                |
| Sé e São Lourenço           | 37,53 | 27,24 | 21,53 | 3,07 | 2,40 | 1,93 | 1,39 | 0,99 | 8 086    | 63,95                |
| Urra                        | 32,70 | 28,08 | 28,18 | 1,05 | 1,68 | 1,89 | 1,16 | 1,58 | 951      | 64,00                |
| Portalegre                  | 37,18 | 27,27 | 22,78 | 2,72 | 2,23 | 1,81 | 1,31 | 1,01 | 12 503   | 64,00                |

### Sousel
| Partido                 | Partido                                  | Votos | %               | +/-  |
| ----------------------- | ---------------------------------------- | ----- | --------------- | ---- |
|                         | Chega                                    | 813   | 32,46 / 100,00  | 7,97 |
|                         | AD - Coligação PSD/CDS                   | 704   | 28,10 / 100,00  | 1,51 |
|                         | Partido Socialista                       | 656   | 26,19 / 100,00  | 4,79 |
|                         | Coligação Democrática Unitária (PCP-PEV) | 140   | 5,59 / 100,00   | 2,04 |
|                         | Iniciativa Liberal                       | 33    | 1,32 / 100,00   | 0,32 |
|                         | Bloco de Esquerda                        | 25    | 1,00 / 100,00   | 1,82 |
|                         | Outros (com menos de 1,00%)              | 84    | 3,36 / 100,00   |      |
| Votos Inválidos         | Votos Inválidos                          | 50    | 2,00 / 100,00   | 0,29 |
| Total                   | Total                                    | 2 505 | 100,00 / 100,00 |      |
| Eleitorado/Participação | Eleitorado/Participação                  | 3 850 | 65,06 / 100,00  | 2,89 |

| Freguesia   | %     | %     | %     | %    | %    | %    | Votantes | Taxa de Participação |
| Freguesia   | CH    | AD    | PS    | CDU  | IL   | BE   | Votantes | Taxa de Participação |
| ----------- | ----- | ----- | ----- | ---- | ---- | ---- | -------- | -------------------- |
| Freguesia   |       |       |       |      |      |      | Votantes | Taxa de Participação |
| Cano        | 37,84 | 26,69 | 24,32 | 4,05 | 0,84 | 1,52 | 592      | 60,41                |
| Casa Branca | 28,11 | 26,67 | 29,37 | 7,93 | 1,80 | 0,54 | 555      | 62,43                |
| Santo Amaro | 29,21 | 28,09 | 27,53 | 8,15 | 0,56 | 1,12 | 356      | 73,71                |
| Sousel      | 32,83 | 29,74 | 25,05 | 4,29 | 1,60 | 0,90 | 1 002    | 66,89                |
| Sousel      | 32,46 | 28,10 | 26,19 | 5,59 | 1,32 | 1,00 | 2 505    | 65,06                |

## Lista de Deputados Eleitos
A lista apresentada é conforme a aplicação do Método D'Hondt:
| N.º | Nome                                 | Partido | Partido            | Partido            | Quociente |
| --- | ------------------------------------ | ------- | ------------------ | ------------------ | --------- |
| 1   | João Ferreira Lopes Aleixo           |         | Chega              | Chega              | 17220     |
| 2   | Luís David Trindade de Moreira Testa |         | Partido Socialista | Partido Socialista | 16125     |